# Trichosteleum inflexifolium
Trichosteleum inflexifolium är en bladmossart som beskrevs av Hugh Neville Dixon 1935. Trichosteleum inflexifolium ingår i släktet Trichosteleum och familjen Sematophyllaceae. Inga underarter finns listade i Catalogue of Life.